# ابن الزيات (وزير)
محمد بن عبد الملك بن أبان بن حمزة، أبو جعفر، المعروف بابن الزيات (173 - 233 ه‍ / 789 - 847 م) هو وزير المعتصم بالله وأديب وشاعر عربي.

## مولده
في عام 173 - 233 هـ / 786 - 847 م

## نبذة تاريخية
وزير المعتصم والواثق العباسيين، وعالم باللغة والأدب، من بلغاء الكتاب والشعراء.
نشأ في بيت تجارة في الدسكرة (قرب بغداد )ونبغ فتقدم حتى بلغ رتبة الوزارة. وعَوَّل عليه المعتصم في مهام دولته. وكذلك ابنه الواثق ولما مرض الواثق عمل ابن الزيات على تولية ابنه وحرمان المتوكل فلم يفلح، وولي المتوكل فنكبه وعذبه إلى أن مات ببغداد. وكان من العقلاء الدهاة وفي سيرته قوه وحزم.
كان والده تاجراً موسراً من أهل الكرخ وكان يحثه على العمل في التجارة. غير أنه مال إلى الأدب وصناعة الكتابة وطمح إلى نيل المناصب .
كان ابن الزيات عالماً باللغة والنحو والأدب، وكان شاعراً مُجيداً لا يقاس به أحد من الكتاب، وكان يطيل فيجيد . وكذلك كان كاتباً مترسلاً بليغاً حسن اللفظ إذا تكلم وإذا كتب . وشعر ابن الزيات مديح وهجاء وغزل ومجون وعتاب وخمر وله رثاء جيد .
وكان من أهل الأدب الظاهر والفضل الباهر، أديباً فاضلاً بليغاً عالماً بالنحو واللغة.

## محطات
- كان في أول أمره من جملة الكتاب، وكان أحمد بن عمار بن شاذي البصري وزير المعتصم، فورد على المعتصم كتاب من بعض العمال فقرأه الوزير عليه، وكان في الكتاب ذكر الكلأ، فقال له المعتصم، ما الكلأ؟ فقال: لا أعلم، وكان قليل المعرفة بالأدب، فقال المعتصم: خليفة أمي ووزير عامي؟! وكان المعتصم ضعيف الكتابة، ثم قال: أبصروا من بالباب من الكتاب، فوجدوا محمد بن عبد الملك المذكور، فأدخلوه إليه فقال له: ما الكلأ؟ فقال الكلأ العشب على الإطلاق، فإن كان رطباً فهو الخلا، فإذا يبس فهو الحشيش، وشرع في تقسيم أنواع النبات، فعلم المعتصم فضله، فاستوزره وحكمه وبسط يده.
أقره الواثق على ما كان عليه في أيام المعتصم، بعد أن كان متسخطاً عليه في أيام أبيه وحلف يميناً مغلظة أنه ينكبه إذا صار الأمر إليه، فلما ولي أمر الكتاب أن يكتبوا ما يتعلق بأمر البيعة ، فكتبوا فلم يرض ما كتبوه، فكتب ابن الزيات نسخة رضيها، وأمر بتحرير المكاتبات عليها، فكفر عن يمينه وقال:
عن المال والفدية عن اليمين عوض، وليس عن الملك وابن الزيات عوض. فلما مات وتولى المتوكل كان في نفسه منه شيء كثير، فسخط عليه بعد ولايته بأربعين يوماً، فقبض عليه واستصفى أمواله،
وكان سبب قبضه عليه أنه لما مات الواثق بالله أخو المتوكل أشار محمد المذكور بتولية ولد الواثق وأشار القاضي أحمد بن أبي دؤاد المذكور بتولية المتوكل وقام في ذلك وقعد حتى عممه بيده وألبسه البردة وقبله بين عينيه وكان المتوكل في أيام الواثق يدخل على الوزير المذكور فيتجهمه ويغلظ عليه في الكلام، وكان يتقرب بذلك إلى قلب الواثق فحقد المتوكل ذلك عليه، فلما ولي الخلافة خشي إن نكبه عاجلاً أن يستر أمواله فيفوته، فاستوزره ليطمئن، وجعل القاضي أحمد يغريه ويجد لذلك عنده موقعاً، فلما قبض عليه ومات في التنور - كما سيأتي ذكره - لم يجد من جميع أملاكه وضياعه وذخائره إلا ما كانت قيمته مائة ألف دينار، فندم على ذلك ولم يجد عنه عوضاً، وقال للقاضي أحمد: أطعمتني في باطل وحملتني على شخص لم أجد عنه عوضاً.
وكان محمد المذكور شديد القسوة صعب العريكة لا يرق لأحد ولا يرحمه، وكان يقول: الرحمة خور في الطبيعة، ووقع يوماً على رقعة رجل توسل إليه بقرب الجوار منه: الجوار للحيطان، والتعطف للنسوان.
وكان الجاحظ منقطعاً إليه فخاف أن يؤخذ مع أسبابه، فغاب وكان يقول: كدت أكون .

## من رسائله على لسان الخليفة إلى أحد العمال
أما بعد فقد انتهى أمر أمير المؤمنين .... ما أنكره، ولا تخلو أنت من إحدى منزلتين ليس في واحدة منهما عذر يوجب حجة ولا يزيل لائمة : إما تقصير في عملك دعاك إلى الإخلال بالحزم والتفريط في الواجب، وإما مظاهرة لأهل الفساد ومداهنة لأهل الريب . وأية هاتين كانت منك مُحلة للنكر بك وموجبة للعقاب عليك، لولا ما يلقاك به أمير المؤمنين من الأناة والنظرة والأخذ بالحجة والتقدم في الإعذار والإنذار . وعلى حسب ما أُقلت من عظيم العثرة يجب اجتهادك في تلافي التقصير والإضاعة والسلام

## وفاته
قتله المتوكل في 19 / 3 / 233هـ الموافق 2/11/847 م

## وصلات خارجية
- ديوان ابن الزيات - الحكواتي